# Slamrorna
Slamrorna är klippor i Finland.   De ligger i kommunen Kimitoön i landskapet Egentliga Finland, i den södra delen av landet, 140 km väster om huvudstaden Helsingfors. Slamrorna ligger 3 meter över havet.
Terrängen runt Slamrorna är mycket platt.